# ジン・コーポレーション
株式会社ジン・コーポレーションは、長野県松本市本庄に本社を置く、パチンコ店や不動産業など、長野県を中心に展開する総合アミューズメント企業を運営する企業である。

## 店舗

### 長野エリア
- APULO篠ノ井店

### 松本エリア
- APULO1111店
- APULO塩尻北インター店
- APULO811店
- APULO松本駅前店
- APULO1松本梓店
- APULO二子橋店
- APULO大町店
- APULO松川店

### 飯田エリア
- APULO飯田店
- 飯田インター店

## 沿革
- 1978年（昭和53年）10月 創業者 東本進が大東実業株式会社設立
- 1980年（昭和55年）6月 ｢大東レジテンス深志｣建設・販売
- 1981年（昭和56年）6月 ｢大東プラザニュー伊勢町｣建設・販売
- 1982年（昭和57年）11月 ｢大東パーキングビル｣建設、｢おもしろ広場100万ドル FUKASHI店｣オープン
- 1983年（昭和58年）5月 ｢大東ビル｣建設・販売
- 1984年（昭和59年）3月 ｢大東パーキングビル｣新館建設
- 1987年（昭和62年）11月 ｢おもしろ広場100万ドル あづさ店｣オープン
- 1988年（昭和63年）
  - 6月 ｢おもしろ広場100万ドル 豊科インター店｣オープン
  - 12月 ｢おもしろ広場100万ドル ひろ丘店｣オープン
- 1989年（平成元年）12月 ｢おもしろ広場100万ドル 伊北店｣オープン
- 1990年（平成2年）
  - 7月 本部社屋移転
  - 10月 ｢おもしろ広場100万ドル おおまち店｣オープン
- 1991年（平成3年）
  - 6月 ｢おもしろ広場100万ドル ささが店｣オープン
  - 12月 ｢おもしろ広場100万ドル 松本インター店｣オープン、｢おもしろ広場100万ドル きそ店｣オープン
- 1993年（平成5年）12月 イーストサイドビレッジ、｢おもしろ広場100万ドル GOOD LUCK渚店｣オープン、｢カラオケルーム・カフェレスト WILD DUCK｣オープン
- 1994年（平成6年）
  - 4月 社名を｢株式会社ジン・コーポレーション｣に変更
  - 12月 ｢おもしろ広場100万ドル しおじり店｣オープン
- 1995年（平成7年）8月 ｢おもしろ広場100万ドルあづみ野店｣オープン
- 2000年（平成12年）3月 ｢おもしろ広場100万ドル 松川店｣オープン
- 2001年（平成13年）10月 本部社屋移転
- 2003年（平成15年）4月 代表取締役東本進が会長、取締役営業統括本部長東本幸子が社長にそれぞれ就任
- 2004年（平成16年）
  - 1月 ｢おもしろ広場100万ドル 千曲店｣オープン
  - 4月 三溝 関治郎が監査役に就任
  - 9月 新経営理念体系発表
  - 10月 ｢スーパースロット・キャメロット｣オープン
- 2005年（平成17年）
  - 4月 ｢VEGA VEGA 渚店｣オープン
  - 8月 ｢JINOS 深志店｣オープン
  - 12月 ｢JINOS 梓店｣オープン
- 2006年（平成18年）8月 ｢JINOS 東長野店｣オープン、 ｢おもしろ広場100万ドル 千曲店｣を｢JINOS 千曲店｣に名称変更
- 2008年（平成20年）12月 ｢アイスクリームショップ ホブソンズ フードスクエアカスミ八潮駅前店｣埼玉県八潮市フレスポ八潮内にオープン
- 2009年（平成21年）
  - 7月 ｢おもしろ広場100万ドル 松川店｣を｢JINOS 松川店｣に名称変更
  - 9月 ｢アイスクリームショップ ホブソンズ イトーヨーカドー三郷店｣埼玉県三郷市イトーヨーカドー内にオープン
- 2010年（平成22年）8月 ｢JINOS 豊科店｣オープン
- 2011年（平成23年）3月 ｢JINOS 大町店｣オープン
- 2012年（平成24年）12月 ｢JINOS 塩尻北店｣オープン
- 2015年（平成27年）
  - 4月 代表取締役会長東本進が相談役、常務取締役齋藤彰宏が代表取締役にそれぞれ就任　　　　
  - 8月 ｢APULO 1111店｣｢APULO 1松本梓店｣オープン
  - 11月 ｢APULO 1南松本駅前店｣オープン
  - 12月 ｢APULO ZERO松本渚店｣｢APULO 大町店｣｢APULO 松川店｣「APULO 松本駅前店｣｢APULO 1松本波田店｣オープン
- 2016年（平成28年）12月 ｢海鮮丼どん八 松本駅前本店｣オープン
- 2017年（平成29年）4月 ｢アプロ 塩尻北インター店｣オープン
- 2018年（平成30年）
  - 4月 「ギガ・ジャパン」「松本車輛」を吸収合併　　
  - 10月 「ニュー京楽店」を分割合併
- 2021年（令和3年）9月 「SANSEI篠ノ井店」を分割合併
- 2022年（令和4年）4月 「APULO飯田店」オープン
- 2024年（令和5年）12月 「飯田インター店」を吸収分割